# Nuit d'ivresse (pièce de théâtre)
Pour les articles homonymes, voir Nuit d'ivresse.
Nuit d'ivresse est une pièce de théâtre (café-théâtre) de Josiane Balasko, créée le 14 mai 1985 au théâtre du Splendid Saint-Martin, avec Michel Blanc et Jean-François Dérec.

## Argument
Simone est attablée dans l'arrière-salle du café d'une gare, où elle attend un train pour Dieppe, afin d'y rejoindre sa sœur. Arrive Jacques Belin, déjà bien éméché. Celui-ci est le présentateur du jeu télévisé quotidien « L'affaire est dans le sac ».
Jacques tente d'entamer la conversation avec Simone, un peu étonné qu'elle ne le reconnaisse pas.
Ce que Jacques ignore (pour l'instant), c'est que Simone purge une peine de prison pour homicide et qu'elle vient d'obtenir une permission de sortir. Les occasions de voir la télévision étant rares dans son cas, elle croit que Jacques est issu de la famille des créateurs des célèbres biscuits homonymes.
Un troisième personnage va s'incruster dans le duo, il s'agit du serveur du bar qui, après une courte hésitation, a fini par reconnaître l'homme de télévision.

## Distribution

### Création et enregistrement de 1985
Création au théâtre du Splendid Saint-Martin en 1985 (première le 14 mai 1985 ; enregistrement diffusé à la télévision en 1988).
- Interprétation :
  - Michel Blanc : Jacques Belin
  - Josiane Balasko : Simone
  - Jean-François Dérec : le barman
- Mise en scène	: Josiane Balasko
- Scénographie : Philippe Berry
- Costumes : Anne-Marie Drean
- Musique : Michel Goglat
- Lumière : François Catonné
- Réalisation de la captation : Alain Dhénaut

Au fil des représentations, la distribution varie : le rôle de Jacques Belin est également joué par Thierry Lhermitte et celui du barman par Guy Laporte.
En 1986, toujours au Splendid, les rôles de Jacques Belin et de Simone sont repris successivement par Gérard Jugnot et par Victoria Abril, Guy Laporte, jouant à nouveau le rôle du barman.

### Reprise de 2002
Théâtre de la Renaissance
- Interprétation :
  - Michèle Bernier
  - Francis Huster
  - Pascal Légitimus
- Mise en scène : Josiane Balasko

### Reprise de 2015-2016
Tournée en France en 2015, puis Théâtre Michel en 2016 
- Interprétation :
  - Élisabeth Buffet
  - Denis Maréchal
- Mise en scène et décors : Dominique Guillo

### Reprise de 2019 (Version Gay)
Théâtre de la Michodière
- Interprétation :
  - Jean-Luc Reichmann
  - Thierry Lopez
  - Stéphane Boucher
- Mise en scène : Josiane Balasko

## Adaptation cinématographique
- 1986 : Nuit d'ivresse réalisé par Bernard Nauer, scénario adapté par Josiane Balasko et Thierry Lhermitte